# Aroldo Rodrigues
Aroldo Rodrigues é um psicólogo social, atualmente professor da Universidade do Estado da Califórnia, Fresno. Dedica-se principalmente ao estudo das leis gerais do comportamento social humano, tais como, atitudes, poder social e atribuição de causalidade. Nos últimos anos, suas pesquisas têm-se concentrado em descobrir as atribuições que seguem ao comportamento de obediência resultante de diferentes tipos de influência social.

## Formação acadêmica
- 1953-1956: Psicologia na PUC-Rio
- 1956: B.A. Universidade Católica do Rio de Janeiro.
- 1961: M.A. Universidade do Kansas.
- 1966: Ph.D. Universidade da Calif, Los Angeles (UCLA).

## Prêmios e distinções
- 1970: Eleito Presidente da Associação Brasileira de Psicologia Aplicada
- 1973: Eleito Presidente da Asociación Latinoamerica de Psicología Social
- 1976: Eleito Presidente da Interamerican Society of Psychology
- 1982: Eleito Fellow da American Psychological Association (Division 8)
- 1986: Eleito Presidente da Associação Brsileira de Pesquisa e Pós-Graduação em Psicologia
- 1985: Prêmio pela Sociedade Interamericana de Psicologia.[1]
- 1987: Vencedor do Concurso para Professor Titular em Psicologia Social na UFRJ
- 1997: Prêmio Professor do Ano - Departamento de Psicologia, California State University, Fresno, Fresno.
- 1999: Provost Outstanding Faculty Award, CSUF
- 2008: Professor Emérito, CSUF
- 2012: Título de Professor Honoris Causa - Departamento de Psicologia, Universidade Federal da Paraíba, João Pessoa, Brasil.[2]

## Livros publicados
Responsável por oito livros, além de cerca de 130 artigos, capítulos de livros e monografias.
- Rodrigues, A.(l972). Psicologia Social. Petrópolis: Vozes, 22ª Edição em 2003. Traduzido para o Espanhol e Publicado pela Editora Trillas S/A, México, em 1976, 3ª Edição em 2002.

- Rodrigues, A. (1975).  A Pesquisa Experimental em Psicologia e Educação. Petrópolis: Vozes, 2ª Edição em 1976. Traduzido para o Espanhol e publicado pela Editora Trillas S/A, México, em 1977, 2ª Edição em 1991.

- Rodrigues, A. (1979). Estudos em Psicologia Social. Petrópolis: Vozes.

- Rodrigues, A. (1981). Aplicações da Psicologia Social. Petrópolis: Vozes. Traduzido para o Espanhol e publicado pela Editora Trillas S/A, México, em l983.

- Reis, U., Rodrigues, A. e Vieira, E.(1985). Educação e Produtividade. Rio de Janeiro: Forense.

- Rodrigues, A. (1993) Psicologia Social para Principiantes. Petrópolis: Vozes. 2ª Edição em 2000, Traduzido para o Espanhol e publicado pela Editora Trillas S/A, México, em 2004.

- Rodrigues, A. & Maldonado, I.P. (1996) La Investigacion Experimental en las Ciencias Sociales. (A Investigação Experimental nas Ciências Sociais), Mexico: Editora Trillas S/A.

- Rodrigues, A. & Levine, R.V. (Eds.) (1999) Reflections on 100 years of experimental social psychology. (Reflexões nos 100 anos da Psicologia Social Experimental), New York: Basic Books
- Levine, R.V, Rodrigues, A. & Lynnette, Z (eds). (2008) Journeys in social Psychology. New York: Psychology Press

## Teses, Monografia, Relatórios Técnicos, Capítulos de Livros, outros Documentos
1961
- Rodrigues, A.(1961). Affective social actions of children and  their peers in communities differing in size.  Master's Thesis, University of Kansas, Library.

1964
- Rodrigues, A. (1964). Medos e preocupações em crianças e adolescentes. Monograph. Rio de Janeiro:  PUC/RJ Press.

1965
- Rodrigues, A. (1965). On the differential effects of some parameters of balance. Journal of Psychology, 61, 241-250.

1966
- Rodrigues, A. (l966). The psycho-logic of interpersonal relations. Doctor's Dissertation. University of California, Los Angeles Library and University Microfilms, Ann Arbor, Michigan.

- Rodrigues, A.(1966). Precisao ou utilidade? Arquivos Brasileiros de Psicotécnica, 68, 9-18.

1967
- Rodrigues, A. (l967). The effects of balance, positivity and agreement in triadic social relations. Journal of Personality  and Social Psychology, 5, 472-476.

- Rodrigues, A. (1967). A resolução de uma situação interpessoal de equilíbrio. Arquivos Brasileiros de Psicotécnica. 19 (2),  67-81.

- Rodrigues, A. (1967) Novos campos de psicologia social. Arquivos Brasileiros de Psicotécnica, 19(4), 0-19.

- Rodrigues, A. & Ferreira, M. H. (1967). Fontes de tendenciosidade cognitiva nas relações interpessoais. Arquivos Brasileiros de Psicotécnica, 19(3), 9-21.

1968
- Rodrigues, A. (1968). The biasing effect of agreement in balanced and imbalanced triads. Journal of Personality, 36, l39-153.

- Rodrigues, A. (1968). Aplicações da estatística à psicologia. Revista Brasileira de Estatística, 114, 129-134.

- Ferreira, M.H. & Rodrigues, A. (1968). Estereótipos em relação a alunos de psicologia num campus universitário. Arquivos Brasileiros de Psicotécnica, 20(2), 9-20.

1969
- Rodrigues, A. (1969). Consistência cognitiva e comportamento social. Arquivos Brasileiros de Psicologia Aplicada,21(2), p. 19-85.

- Rodrigues, A. (1969). Efeitos de redução de dissonância e de reatância sob diferentes condições de liberdade e escolha.  Arquivos Brasileiros de Psicologia Aplicada, 21(4), 19-31.

- Rodrigues, A. & Jouval, M. V. (1969).  Phenomenal causality and responses to frustrating interpersonal events. Interamerican  J. of Psychology, 3, 193-204.

- Rodrigues, A. & Reis, C.(1969).Atribuiçao de causalidade: um estudo psicossocial (monograph). Cadernos da PUC/RJ, 3.

- Raven, B.H. & Rodrigues, A. (1969). Social influence in the dyad: the bases of conjugal power. Technical Report No. 25 - Office of Naval Research (NR 171-350).

1970
- Rodrigues, A. (1970). Motivational forces of cognitive dissonance and psychological reactance. International Journal of Psychology, 5, 89-98.

- Rodrigues, A. (1970). Algumas considerações teóricas acerca de respostas a situações interpessoais frustrantes. Arquivos Brasileiros de Psicologia Aplicada, 22(1), 9-18.

- Shomer, R. W. & Rodrigues, A. (1970). A cross-cultural study on equity and productivity. Western Psychological Association Meeting, San Francisco.

- Rodrigues, A. (1970). Mudança de atitude na situação de aquiescência forçada. Arquivos Brasileiros de Psicologia  Aplicada, 22(4), 7-45.

- Centers, R., Shomer, R. W. & Rodrigues, A.(1970).A field experiment on interpersonal persuasion using authoritative influence. Journal of Personality, 38, 392-403.

- Mello, F. A. & Rodrigues, A.(1970).Sensitivity training and changes in responses to a personality test. Interpersonal Development,1, 87-96.

1971
- Rodrigues, A. (1971). A survey study on balance theory. Paper presented at the XIII Congress of the Interamerican Society of Psychology, Panama City, Panama.

- Rodrigues, A.(1971). The integration of pure and applied research and its application to the design of national development programs. Paper presented at the XVIII Congress of     the International Association of Applied Psychology. Liege, Belgium.

- Biaggio, A. M. & Rodrigues, A.(1971). Behavioral compliance and devaluation of the forbidden object as a funtion of probability of detection and severity of threat. Developmental Psychology, 4(3), 320-323.

- Rodrigues, A. (1971). A pesquisa experimental em psicologia social. Arquivos Brasileiros de Psicologia Aplicada, 23, 47-59.

- Shomer, R. W. & Rodrigues, A. (1971). Coaliation formation. Paper presented at the XIII Congress of the Interamerican  Society of Psychology, Panama City, Panama.

- Centers, R., Raven, B. H. & Rodrigues, A. (1971). Conjugal power structure: a re-examination. American Sociological Review, 36, 264-278.

1973
- Rodrigues, A. (1973). Interracial marriage in Brazil. Chapter of  the book edited by L. B. Abt e I. Stuart. Interracial Marriage, Grossman Publishers.

- Rodrigues, A. (1973). Comrey Personality Scales (translation and adaptation).Rio de janeiro: PUC

- Rodrigues, A. (1973). A psicologia e o desafio do século XX.  Boletim de Psicologia, 15, 54-71.

- Raven, B. H. & Rodrigues, A. (1973). Power relationships in American and Brazilian schools. Final Report. UCLA, Latin American Center.

1974
- Rodrigues, A. & Comrey, A. L.(1974).Personality structure in Brazil and the United States. Journal of Social Psychology, 92, 19-26.

- Rodrigues, A. & Ziviani, C. R.(1974). A theoretical explanation for the intermediate level of tension found in non-balanced  P-O-X triads. Journal of Psychology, 88, 47-56.

- Rodrigues, A. (1974). Testes de aptidão na seleção de candidatos ao ensino superior. Technical Report No.1. Rio de Janeiro:   CESGRANRIO Foundation.

1975
- Rodrigues, A. (1975). A atuação do psicólogo na sociedade contemporânea. Proceedings of the V Annual Meeeting of the Ribeirao Preto Society of Psychology, 66-76.

- Rodrigues, A. (1975). La psicología social y el schock del futuro. Revista Latinoamericana de Psicología, 7(1), 107-122.

- Rodrigues, A.(1975).Cambio de actitudes producido por refuerzo insuficiente: La situación actual de la controvérsia.  Paper presented at the I Latin American Seminar on Social Psychology. Caracas, Venezuela.

- Raven, B.H., Centers, R. & Rodrigues, A.(1975). The bases of conjugal power. Chapter of the book edited by R. E. Cromwell & D.H. Olson, Power in families. New York: Halsted Press Division.

- Rodrigues, A. &  L. Pereira, S. C.(1975).Sucesso no vestibular em função de variáveis sócio-econômicas. Technical Report No.2.   Rio de Janeiro: CESGRANRIO Foundation

1976
- Rodrigues, A. (1976). A Psicologia social: problemas atuais e  perspectivas para o futuro. Invited Address. XV Congress of the Interamerican Society of Psychology, Bogotá, Colombia.

- Rodrigues, A. (1976). Considerações psicológicas sobre alguns dados empíricos do investidor em ações. Revista brasileira  de Mercado de Capitais, 2, 355-392.

- Ziviani, C. R. e Rodrigues, A.(1976). The role of agreement in non-balanced  P-O-X triads. Paper presented at the XVI Congress of the Interamerican Society of Psychology, Miami Beach, USA.

1977
- Rodrigues, A. (1977). Algumas considerações sobre os problemas éticos da experimentação em psicologia social. Arquivos Brasileiros de Psicologia Aplicada, 29(4), 3-1.

1978
- Rodrigues, A.(1978).Scientific and professional colaboration in psychology in the americas. Paper presented at the 86th Annual Convention of the American Psychological Association, Toronto,  Canada.

1979
- Rodrigues, A. (1979). Cambio de Actitude. Chapter of the book edited by James O. Whittaker La psicología social en el  mundo hoy. Mexico: Trillas S/A.

- Rodrigues, A.(1979).A crise de identidade da psicologia social. Arquivos Brasileiros de Psicologia Aplicada, 30(4),   3-ll.

- Rodrigues, A.(1979). Analysis of large data sets in Brazil.  ERIC - Educational Research Information Center, Princeton, New Jersey, 1980).

- Rodrigues, A. (1979). Seis anos de la ALAPSO: evaluación e perspectivas. Paper presented at the XVII Congress of the Interamerican Society of Psychology, Lima, Peru.

- Rodrigues, A. (1979). Tecnología social y la crisis de la psicología social contemporanea. Paper presented at the XVII Congress of the Interamerican Society of Psychology, Lima, Peru.

- Rodrigues, A.(1979).As escalas de personalidade de Comrey (CPS): desenvolvimentos recentes e novos grupos normativos. Arquivos Brasileiros de Psicologia, 31(4), 155-166.

- Rodrigues, A. & L. Pereira, S.C.(1979). Estudo exploratório sobre a conveniência da inclusão de testes de aptidão no exame vestibular. Technical Report No.3, Rio de Janeiro: CESGRANRIO Foundation.

1980
- Rodrigues, A. (1980). Causal ascription and evaluation of achievement-related outcomes: a cross-cultural comparison. International Journal of Intercultural Relations, 4, 379-389.

- Rodrigues, A. (1980). Atribuição de causalidade e alocação de recompensas e punições em amostras brasileiras. Arquivos Brasileiros de Psicologia, 32(1), 141-147.

- Rodrigues, A.(1980).Latin american social psychology in the 80's. Paper presented at the 88th Annual Convention of the American Psychological Association, Montreal, Canada.

- Rodrigues, A. (1980). Experimentação em psicologia social: aspectos epistemológicos e metodológicos. Arquivos Brasileiros de Psicologia, 32(4), 4-13.

- Rodrigues, A. & Newcomb, T. M.(1980). The balance principle: its current state and its integrative funtion in social  psychology. Interamerican Journal of Psychology, 14(2), 85-136.

- Prado, E., Mizukami, M. G. & Rodrigues, A.(1980). Credibilidade do comunicador, autoritarismo e mudança de atitude. Educação e Realidade, 5(1), 5-11.

1981
- Rodrigues, A. (1981). Latin american social psychology: a review. Spanish Language Psychology, 1, 39-60.

- Rodrigues, A. & Marques, J. C. (1981). Atribuição de causalidade e avaliação de rendimento. Educação e Realidade, 6(2), 7-28.

- Rodrigues, A. (1981). Conditions favoring the effects of balance, agreement and attraction in P-O-X triads. Interdisciplinaria, 2(1), 59-68.

- Rodrigues, A.(1981). Cognitive biases in POX triads: a preliminary model. Paper presented at the 89th Annual Convention of the American Psychological Association. Los Angeles, USA.

- Rodrigues, A. (1981). Identidade do psicólogo social: reflexões sobre o problema no Brasil. Revista da Sociedade de Psicologia  do Rio Grande do Sul, 7, 14-17.

1982
- Rodrigues, A. (1982). A psicologia social e a mudança do comportamento humano. Revista de la Associación Latinoamericana de Psicología Social (ALAPSO), 2(1), 113-138.

- Rodrigues, A. (1982). Replication: a neglected type of research in social psychology. Presidential Address delivered at the XVIII Congress of the Interamerican Society of Psychology ,Sto.Domingo, República Dominicana.(Published at the Interamerican Journal of Psychology, 16(2), 91-110).

- Rodrigues, A.(1982).Evaluation of graduate programs in   psychology. Paper presented at the 90th Annual Convention of the American Psychological Association. Washington, D.C.,  USA.

- Rodrigues, A. (1982).Recent development in Heider's balance  theory. Lecture delivered by invitation at Florida International University, Miami, USA.

- Rodrigues, A. (1982) El papel de la Psicologia Social en la modificacion del comportamiento humano. Revista de la Asociacion Latinoamericana de Psicologia Social, 2(1), 113-137.

1983
- Rodrigues, A. (1983). A psicologia social e o processo educativo.  Arquivos Brasileiros de Psicologia, 35(3), 60-73.

- Rodrigues, A. (1983). Algumas considerações sobre a neutralidade científica e tecnológica. Educaçao e Realidade, 8, 31-36.

- Rodrigues, A & Dela Coleta, J. A. (1983). The prediction of preferences for triadic interpersonal relations. Journal of  Social Psychology, 121, 73-80.

- Rodrigues, A. (1983). Atribuição de causalidade e locus de controle: alguns resultados obtidos no Brasil. Paper presented at the XIX Congress of the Interamerican Society of Psychology, Quito, Equador.

1984
- Rodrigues, A. (1984). Atribuiçao de causalidade ao sucesso e ao fracasso como fator mediador de reaçao emocional e de  expectativa de comportamento. Arquivos Brasileiros de Psicologia.36(4), 3-25.

- Rodrigues, A. & CBPP Research Team (1984). Detectaçao de precenceito  racial e de estereótipo sexual através de atribuição diferencial de causalidade. Technical Report No. 1,     CBPP/ISOP/FGV.

- Rodrigues, A. & CBPP Research Team (1984). Atitude e crença em relação a preconceito racial e a estereotipia sexual no Brasil. Technical Report No.2, CBPP/ISOP/FGV.

- Rodrigues, A. (1984). Some social-psychological characteristics of Brazilians. Paper presented at the XXIII International Congress of Psychology, Acapulco, Mexico.

- Rodrigues, A. (1984) Atribuição de causalidade: Estudos brasileiros. Arquivos Brasileiros de Psicologia, 36(2), 5-20.

1985
- Rodrigues, et al. (1985) Padronização da versão em português da escala de auto-conceito de Janis e Field revisada por Eagly. Psicologia: Teoria e Pesquisa,1(2),158-167.

- Rodrigues, A. (1985). Dimensiones causales, emociones y expectativa de comportamiento: extensión y réplica.  Cuadernos de Psicología, 1, 109-120.

- Rodrigues, A. (1985). Modelos alternativos ao princípio do equilíbrio de Heider: fundamentos teóricos e testes empíricos.  Psicologia, 11(3), 35-51.

- Rodrigues, A. (1985). Are theories and findings established in the US valid in Brazil? Paper presented at the symposium organized by Harry C. Triandis at the XX Congress of the Interamerican Society of Psychology. Caracas, Venezuela.

- Rodrigues, A. (1985). Psychological experimentation in Latin America: the state of the art. Paper presented at the symposium organized by John Adair at the XX Congress of the Interamerican Society of Psychology. Caracas, Venezuela.

- Rodrigues, A. (1985). Equidad, igualdad o necessidad? Un studio empírico sobre justícia distributiva conduzido en el Brasil. Invited Address for having won the Interamerican

- Psychology Prize - 1985 at the  XX Congress of the Interamerican Society of Psychology, Caracas, Venezuela.

- Rodrigues, A. (1985). Reducing dissonance after a decision with and without ego enhancement. Paper presented at the 93th Annual Convention of the American Psychological Association.  Los Angeles, USA.

- Rodrigues, A. (1985). Justiça distributiva, locus de controle e  necessidade de realização: dados brasileiros. Paper presented at the XV Annual Meeting of the Ribeirao Preto Society of  Psychology, Ribeirao Preto, Sao Paulo, Brazil.

- Rodrigues, A. & CBPP Research Team (1985). Justiça distibutiva no Brasil: Um enfoque psicossocial. Symposium organized for the XVI Annual Meeting of the Ribeirao Preto. Society of Psychology. Ribeirao Preto, Sao Paulo, Brazil.

1986
- Assmar, E.M.L. & Rodrigues, A. (1986). Razoes para alocação de recursos em situações de lucro e de perdas num contexto de justiça distributiva. Arquivos Brasileiros de Psicologia,   38(2), 34-54.

- Rodrigues, A. & Iwawaki, S.(1986).Testing the validity of different models of cognitive balance in the Japanese culture. Psychologia - An International Journal of Psychology in the Orient, 29, 123-131.

- Rodrigues, A. (1986). Sobre o desconhecimento das aplicações da psicologia social. Psicologia: Teoria e Pesquisa, 2, 42-55.

- Rodrigues, A. (1986). Dados preliminares sobre algunas características psicosociales de los brasilenos derivadas de investigaciones sobre la justícia distributiva. Revista de Psicología Social, 1(2), 127-136.

1987
- Moreira, A., Rodrigues, A. et al. (1987) Justiça distributiva no Brasil: Um enfoque psico-social. Arquivos Brasileiros de Psicologia, 39(4),3-13.

- Lobel, S. A. & Rodrigues, A. (1987). Allocentrism and idiocentrism in a sample of Brazilian university students.   Interdisciplinaria, 8(1), 25-40.

- Rodrigues, A. (1987). Internalidad y motivación al logro: extensón del labor del Laboratório de Psicología de la Universidad de los Andes.  Publicaciones del Laboratório de  Psicología de la Universidad de los Andes, n_ 84, Mérida, Venezuela.

1988
Moreira, A. V., Rodrigues, A., Mendonça, E.M., Assmar, E.M.L. & Holanda, F. C.(1988). Justiça distributiva no Brasil: um enfoque psicossocial. Arquivos Brasileiros de Psicologia.  39(4), 3 -13 .
- Rodrigues, A. (1988). Sobre a transculturalidade e a transistoricidade de alguns fenômenos psicossociais.   Thesis presented at a public contest to fulfill the position of professor of psychology at the Federal University of Rio de  Janeiro.

- Rodrigues, A. (1988). Estudios sobre motivación social. Anais do II Encuentro Venezolano Sobre Motivación, p. 45-56.

- Jablonski, B., Rodrigues, A., Corga, D., Monnerat, M.L., Diamico, K. & Pereira, M. (1988). A imagem do político  brasileiro. Psicologia: Teoria e Pesquisa. 4(1), 2 - 11 .

- Rodrigues, A. & Assmar, E.M.L. (1988). On some aspects of distributive justice in Brazil. Interamerican Journal of  Psychology. 22(1 e 2), 1-20.

- Rodrigues, A. (1988). Reduçao de dissonância: busca de consistência, busca de auto-afirmação ou busca de impressão favorável? Proceedings of the I Brazilian Symposium of Research and Scientific Interchange. 77-92.

- Corga, D. & Rodrigues, A. (1988). Internalidade, motivação à realização e mediação cognitiva atribuicional ao sucesso e ao fracasso. Arquivos Brasileiros de Psicologia, 40(3), 78-90.

- Rodrigues, A.et al.(1988) Imagem do politico brasileiro. Psicologia: Teoria e Pesquisa, vol.4(1), 2-11.

1989
- Assmar ,E.M.L. & Rodrigues,A. (1989).Uma escala para medir racionalidade / emocionalidade. Arquivos Brasileiros de Psicologia, 41(2), 22- 28.

- Rodrigues, A., Bystronski, B. & Jablonski, B. (1989). A estrutura do poder conjugal: uma análise de duas culturas em  duas épocas. Arquivos Brasileiros de Psicologia. 41(4), 13-24.

- Jablonski, B. & Rodrigues, A. (1989). Imagem do político  brasileiro - piorando o que já era ruim. Revista de Ciência  Política. 32(3), 42-51.

- Rodrigues, A. (1989). La psicología social después de la crisis de relevencia. Invited Address at the XXII  Congress of the Interamerican Society of Psychology, Buenos Aires, Argentina.

- Rodrigues, A. (1989). Testing Weiner's theory with Brazilian subjects. Paper presented at the XXII Congress of the Interamerican Society of Psychology, Buenos Aires, Argentina.

- Rodrigues, A. (1989). A psicologia social no limiar do seu  primeiro centenário. Lecture Delivered at the II Brazilian Symposium of Research and Scientific Interchange, Gramado, R. G. do Sul, Brazil.

1990
- Rodrigues, A. (1990). La estructura del poder en parejas brasilenas. Paper presented at the III Venezuelan Encounter  on Motivation. Merida, Venezuela.

1992
- Rodrigues, A. (1992) Estilo atribuicional e suas consequencias. Psico,23(1),23-32.

1993
- Rodrigues, A.,Costa Flavio, and Corga, Danielle (1993) Redução de dissonância : Teste empírico de três explicações teóricas. Psicologia: Teoria e Pesquisa, 9(1),75 - 87.

1994
- Assmar, M.E. & Rodrigues, A. (1994) The value base of distributive justice: Testing Deutsch's hypotheses in a different culture. Interamerican Journal of Psychology, 28, 1-11.

- Rodrigues, A. et al. (1994) Atribucion de exito o fracaso a la habilidad o al esfuerzo en dos culturas. SOCIOTAM, IV (2),119-132

- Rodrigues, A. (1994) The Interpersonal power inventory: Instructor-Student form. Paper read at the 23rd. International Congress of Applied Psychology. Madrid, Spain.

- Rodrigues, A. (1994) Atribucion de habilidad y esfuerzo  en Latinoamerica y Estados Unidos. Paper read at the International Congress of Transcultural Psychology. Merida, Mexico.

- Rodrigues, A. et al. (1994) A estrutura do poder na família: Questões metodológicas. Psicologia e Práticas Sociais, vol 2, (1,)73-90.

1995
- Rodrigues, A.  (1995) The hueristic value of Weiner's attributional theory of motivation and emotion. Paper presented at the XXV Interamerican Congress of Psychology. San Juan, Puerto Rico,  July 9-14.

- Rodrigues, A. (1995) Perceived causal dimensions and related affects after successful social influence. Paper presented at the XXV Interamerican Congress of Psychology. San Juan, Puerto Rico, July 9-14.

- Lloyd, K. & Rodrigues, A. (1995) Genotypical similarities in  Raven's six bases of power from an attributional perspective.  Paper presented to the XXV Interamerican Congress of Psychology. San Juan, Puerto Rico, July 9-14.

- Rodrigues, A. (1995) Attribution and social influence. Journal of Applied Social Psychology, 25,1567-1577.

- Rodrigues, A.  (1995) Atribuição de Causalidade e Influência social. Ciências Humanas,78-91.

1996
- Rodrigues, A., Lloyd, K.L. & Pollitt, B. (1996)  Psychological correlates of Proposition 187. Paper presented at the 1996 Convention of the Western Psychological Association. San Jose, CA, April 10-14, 1996.

- Lloyd, K.L. & Rodrigues, A.(1996) Responsibility judgemnts of behavior derived from genotypically distinct influence sources. Paper presented at the 1996 Convention of the Western Psychological Association.San Jose, CA, April 10-14.

- Rodrigues, A.  )1996)  Reminiscing about Fritz Heider.  Paper presented at the 7th. International Kurt Lewin Conference. Los Angeles, CA

1997
- Rorigues, A. Atribuição de causalidade, julgamento de responsabilidade, reações afetivas e punição: Um teste empírico da teoria de conduta social de Weiner. Ciências Humanas,20,1, 262-272.1967

- Rodrigues, A., Williams, R., Stricker, J. and Lloyd, K. L. Internality, controllability and judgments of responsibility. 1997 Convention of the Werstern Psychological Association. Portland, Oregon, USA.

1998
- Rodigues, A. & Lloyd, Karen L. (1998) Re-examining bases of power from an attributional perspective. Journal of Applied Social Psychology.28, 11,973-997.

- Rodrigues, A., Williams, R., & Lloyd, K.L. (1998) Perception of internality of compliant behavior caused by reward. Poster presented at the Westnern Psychological Association Convention.Albuquerque, New Mexico.

1999
- Rodrigues, A. (1999) Bases de poder, atribuição de causalidade e dissonância cognitiva: Um estudo empírico [Bases of power, attribution, and cognitive dissonance: An empirical study]. Mente Social [Social Mind], 1, 1-26.

- Khoo, Kim M. & Rodrigues, A. (1999) Compliant behavior and attribution in two cultures. Poster presented at the Western Psychological Association Convention. Irvine, CA.

2000
- Rodrigues, A. (2000) Un analisis atribucional; del proceso de influencia social [An attributional analysis of the social influence process]. Revista de Psicologia Social y Personalidad [Review of Social Psychology and Personality], XIV, (2),161-172

2001
- Rodrigues, A. (2001) Comemorando um século de psicologia social experimental [Celebrating one century of experimental social psychology]. Mente Social [Social Mind], 5,1-2,11-36

2002
- Rodrigues, A. (2002) Responsibility for compliant behavior. Unpublished paper. CSUF.

2003
- Alanazi, F. & Rodrigues, A. (2003) Bases of power and attribution in three cultures. Journal of Social Psychology,143(3),375-395
- Rodrigues, A. & Assmar, E.M. (2003). Influencia social, atribuição de causalidade e julgamentos de responsabilidade e justiça.{Psicologia: Reflexão e Crítica, 8, p. 1-11.

2005
- Rodrigues, A., Assmar, E.M. & Jablonski, B. (2005). Social psychology and the war on Iraq. Revista de Psicología Social, 20(3), 387-398. Madrid, Espanha.

2008
- Rodrigues, A. (2008) The full cycle of an Interamerican journey in social psychology. E, Rovert V. Levine, Aroldo Rodigues $ Lynnette Zalezny (Eds.). Journeys in social psychology, New You: Psychology Press.

2013
- Rodrigues, A. (2013). locação de responsabilidade por transgressões perpetradas por influência social: Uma análise atribuicional. Em C. Hutz e L.K.Souza (Eds.) Estudos em psicologia do desenvolvimento e da personalidade: Um homenagem a Angela Biaggio. São Paulo: Casa do Psicólogo